# Wirbelschichttrocknung

Schema einer Wirbelschichttrocknung: Zufuhr trockener Luft von unten.

Die Wirbelschichttrocknung ist ein technisches Verfahren zur Trocknung von Festkörpern (kristallinen oder stückigen Feststoffen oder Extrudaten etc.). Bei der Wirbelschichttrocknung oder Fließbetttrocknung wird ein Partikelsystem durch eine der Schwerkraft entgegen gerichtete Strömung in der Schwebe gehalten. Es ergibt sich ein hoher Wärmeaustausch durch erzwungene Konvektion.
Vorteile gegenüber anderen Trocknungssystemen bestehen in der schnellen Kinetik (kurze Trocknungszeit) und der niedrigen notwendigen Temperatur (geringe thermische Belastung des Trockenguts), nachteilig ist der hohe Energieeintrag für das Fluidisieren der Schicht. 

## Vibrierte Wirbelschichten
Bei vibrierten Wirbelschichten wird der gesamte Apparat in Schwingung gebracht. Dies dient dazu, Totzonen und Anbackungen auf dem Lochboden zu vermeiden.

## Technische Anwendung
Es gibt kontinuierlich und diskontinuierlich arbeitende Wirbelschichttrockner. Bei der kontinuierlichen Wirbelschichttrocknung wird der feuchte – meist mit Wasser behaftete – Feststoff kontinuierlich (d. h. ohne Unterbrechung) in den Trockner eingebracht und auch das Trockengut in einem kontinuierlichen Strom ausgebracht. Das anhaftende Lösungsmittel wird kontinuierlich mit dem beladenen Gasstrom (meist Luft) entfernt.
Beispiele für die technische Anwendung:
- Trocknung von Natriumchlorid (Kochsalz)

Anwendung findet die Wirbelschichttrocknung vor allem in der Lebensmittel-, Chemie- und Pharmaindustrie.